# قلعه قره داش
قلعه قره داش، روستایی از توابع بخش مرکزی شهرستان تاکستان در استان قزوین ایران است.
نام دیگر این روستا قلعه سرهنگ می‌باشد. این روستا وسط رشته کوه‌های البرز قرار دارد، و آب و هوای کوهستانی و سرد سیر می‌باشد.

## جمعیت
این روستا در دهستان قاقازان شرقی قرار دارد و براساس سرشماری مرکز آمار ایران در سال ۱۳۸۵، جمعیت آن ۱۸۱ نفر (۵۲خانوار) بوده‌است. و جمعیت این روستا در فصل بهار و تابستان حدوداً دو برابر می‌شود اکثر اهالی روستا در شهرهای کرج و تهران و شهرستان تاکستان سکونت دارن و زبان مردم این روستا عمدتاً ترکی بوده و شیعه مذهبند. و اقلیتی نیز از طایفه کاکاوند هستند که مهاجرینی از استان فارس می‌باشند،  زبان مادریشان لکی است و اهل‌حق هستند. عملیات گاز رسانی به این روستا انجام شده است.